# へびつかい座ラムダ星
へびつかい座λ星（へびつかいざラムダせい、λ Oph / λ Ophiuchi）は、へびつかい座の恒星で4等星。

## 概要
A型主系列星2つによる連星だが、地球からはわずか1秒しか離れて見えず、分離して見ることは困難である。2つの星は、平均距離46au（近点18au、遠点68au）の細長い軌道を129年の周期で互いに周回している。2つの星の軌道の観測結果と恒星進化論による質量の推測から、さらに他の連星が存在することが示唆されており、地球から約2分離れたところに見える11等星のK型主系列星が候補として挙げられている。仮にこの恒星が連星系の一員であるとすると、中央の2つの連星からは少なくとも6,100auの軌道を185,000年以上かけて周回していることとなる。

## 名称
固有名のマルフィク (Marfik) は、アラビア語で「肘」を意味する al-marfiq に由来する。これはヘルクレス座κ星と同じ語源である。中世に、アラビア語訳された『アルマゲスト』からラテン語に訳された際にfとsを誤って marsic とされたこともあるが、近年に綴りが改められている。2016年9月12日、国際天文学連合の恒星の命名に関するワーキンググループ (Working Group on Star Names, WGSN) は、Marfik をへびつかい座λ星の固有名として正式に承認した。